# The Art Of Partying
The Art of Partying es el título del tercer álbum de la banda norteamericana de crossover thrash Municipal Waste, lanzado el 12 de junio de 2007 por Earache Records. Una versión extendida fue publicada al mismo tiempo, incluyendo dos bonus tracks y un parche de regalo. 
La banda lanzó un video para "Headbanger Face Rip", el cual fue filmado por una casa independiente de Clase B, Troma Entertainment. El video cuenta con escenas de Troma Films, incluyendo "El Vengador Tóxico" y sus secuelas. Siguieron con un video para "Sadistic Magician".
La tapa es la representación visual de la canción "Chemically Altered."

## Lista de canciones
Todas las canciones escritas por Municipal Waste.
1. "Pre-Game" – 0:39
2. "The Art of Partying" – 2:04
3. "Headbanger Face Rip" – 1:51
4. "Mental Shock (Deathripper Part II)" – 1:48
5. "A.D.D. (Attention Deficit Destroyer)" – 2:12
6. "The Inebriator" – 2:07
7. "Lunch Hall Food Brawl" – 1:58
8. "Beer Pressure" – 2:37
9. "Chemically Altered" – 2:21
10. "Sadistic Magician" – 2:09
11. "Open Your Mind" – 1:54
12. "Radioactive Force" – 2:27
13. "Septic Detonation" – 1:20
14. "Rigorous Vengeance" – 2:12
15. "Born to Party" – 4:20

### Pistas adicionales
1. "Thrashing's My Business... And Business Is Good" – 0:50
2. "I Just Wanna Rock" – 2:09
3. "Boner City" - 1:13

## Créditos
- Tony "Guardrail" Foresta – vocalista
- Dave Witte – batería
- Philip "LandPhil" Hall – bajo, Voz
- Ryan Waste – guitarra, Voz, Logo
- Zeuss – Recording, Mezcla, productor
- Alan Douches – Masterización
- Andrei Bouzikov – trabajo artístico
- Mark Reategui – Layout
- Jim "Barf" Callahan – Logo adicional y fuente de álbum
- David Kenedy – Fotógrafo